# Composition picturale
Pour les articles homonymes, voir Composition.
La composition picturale est l'organisation des formes à l'intérieur des limites d'une image, dans les arts graphiques, de la peinture au dessin, la gravure, la photographie, le cinéma, l'image numérique.
La composition s'envisage comme pratique et comme réflexion au moment de la réalisation de l'image, ou comme rubrique de l'analyse d'une image existante.
On appelle « canevas » ou « schème de composition » l'ensemble des lignes et figures géométriques, visuelles ou effectivement tracées, dans lesquelles s'inscrivent les éléments de l'image.

## Théories de la composition picturale

### Définitions
La composition picturale acquiert une importance particulière dans l'art européen à partir de la Renaissance, quand la peinture adopte le concept du point de vue. Dans d'autres contextes, on peut considérer que le regard parcourt l'image, sans se préoccuper de la considérer en entier, et la notion de composition n'a pas lieu. C'est le cas par exemple dans certains panneaux peints narratifs en Europe, et dans la peinture sur rouleaux en Extrême-Orient. La notion de composition picturale ne s'applique que très difficilement aux ouvrages que le regard ne peut embrasser d'un coup, comme la peinture de la chapelle Sixtine par Michel-Ange ou Les Nymphéas de Monet dans leur disposition de l'Orangerie.
Dès ses débuts, la théorie artistique tente de définir la composition picturale et d'en discerner les règles. Pour Alberti, les trois parties constituantes de la peinture sont la circonscription, qui est la détermination des contours, la distribution des lumières, et la composition (picturale), qui les organise.

« La composition est une opération de la peinture par laquelle, dans une œuvre, on réunit les différentes parties. »

— Alberti, De pictura, 1435.
Pour Alberti « l'œuvre la plus colossale ne consiste pas à représenter un colosse, mais un sujet » (p. 147). Cette condition énoncée en passant, l'auteur applique à l'image l'idée générale que l'art recherche la beauté, et que celle-ci réside dans les justes proportions.
Les époques suivantes ont établi, en concurrence avec cette approche, d'autres règles ou procédés pour d'autres objectifs. Si, en effet, la peinture vise à l'« effet », c'est-à-dire à éveiller une émotion, la théorie de la composition peut s'inverser entièrement. Ainsi, dans Le Radeau de la Méduse, Géricault présente-t-il, dans la plus grande partie du tableau, un disparate de laideurs évoquant l'horreur de la situation, dans un triangle vertical écrasant auquel répond le triangle oblique de la convergence des regards vers la toute petite voile à l'horizon, exprimant l'espoir pour les survivants.
Avant cette époque, Roger de Piles avait redéfini le concept de façon plus large : « la composition [picturale] comprend l'invention, et la disposition ; autre chose est d'inventer les objets, autre chose de les bien placer ». Cette conception se maintiendra dans l'enseignement académique jusqu'au XIXe siècle.

### Développement et évolution
Baldassarre Orsini (it) publie en 1784 le premier traité consacré à la composition en peinture. Il formule des préceptes à l'attention des peintres.
Au XIXe siècle, la théorie de la peinture se détache du sujet pour s'intéresser plus à la représentation. Dans sa Théorie du beau pittoresque, Laurens écrit « l'impression produite par l'aspect de cette œuvre d'art a une cause double ; savoir : la disposition pittoresque de la composition, et la nature des objets et de la scène représentés ». À la fin du XXe siècle, la composition « constitue en soi un moyen d'expression ».
Avec le cubisme puis avec l'abstraction la peinture s'identifie à la composition, comme dans les organisations rythmiques d'aplats de Mondrian. André Lhote définit la composition comme « arrangement d'objets ou de personnages en vue de décrire une action », une « organisation de semblables et de contraires » et insiste sur son rôle primordial dès la phase du croquis. Des artistes comme Kandinsky, qui affirme dans sa théorie artistique que la « peinture de composition » est « la troisième étape du développement pictural », intitulent leurs tableaux abstraits Composition suivi d'un numéro.
La « construction » d'une œuvre d'art, c'est-à-dire l'agencement de ses parties entre elles, ne se différencie qu'à peine de la composition, dans le cas d'une œuvre picturale. Si intituler un tableau « Composition », dans l'art moderne, peut indiquer une notion musicaliste, l'usage du terme « construction » et le constructivisme évoquent l'architecture.

## Application aux autres domaines que la peinture
Les arts graphiques, la photographie, la bande dessinée, les images numériques ont ainsi un vaste champ de théories et de procédés pour organiser leurs productions.

### En photographie
En photographie d'extérieur, la composition est essentiellement un choix de point de vue, d'angle et de cadrage : « C'est en se déplaçant que le photographe compose », écrit un des premiers théoriciens de l'esthétique photographique.
En photographie de studio (et au cinéma), la composition peut orienter et organiser toute la disposition du décor.

## L'analyse de la composition picturale
Une partie considérable, peut-être principale, des écrits sur la composition picturale sont des analyses descriptives d'œuvres. Le critique examine l'image en recherchant, quelles que puissent avoir été les méthodes et les intentions de l'artiste, comment s'organisent, du point de vue du spectateur, les éléments de la composition picturale. Ces analyses s'appliquent indifféremment à tout type d'image. « C'est par son ordonnance que l'image devient composition picturale », écrit Jean Mitry à propos de l'image du cinéma,.
Le schéma de composition picturale, exprimant une analyse graphique d'une œuvre, qu'on rencontre de temps en temps au XIXe siècle dans les études critiques, devient fréquent au XXe siècle, au point de susciter des parodies, produites par des artistes que la réduction de leur travail à quelques lignes directrices et préceptes abstraits irrite. Mais les conclusions de ces études se retrouvent fréquemment, mêlées aux préceptes académiques, dans les manuels d'enseignement des arts graphiques et de la photographie.
Récapitulant les réflexions sur la composition picturale, Heinrich Wölfflin distingue en 1915 cinq oppositions dans les principes de composition picturale :
- définition des formes linéaire, par le contour ou picturale, par la surface ;
- organisation en plans distincts ou en profondeur ;
- fermeture ou ouverture des formes ;
- unité ou pluralité des sujets ;
- clarté absolue ou clarté relative[b].

## Éléments de la composition picturale

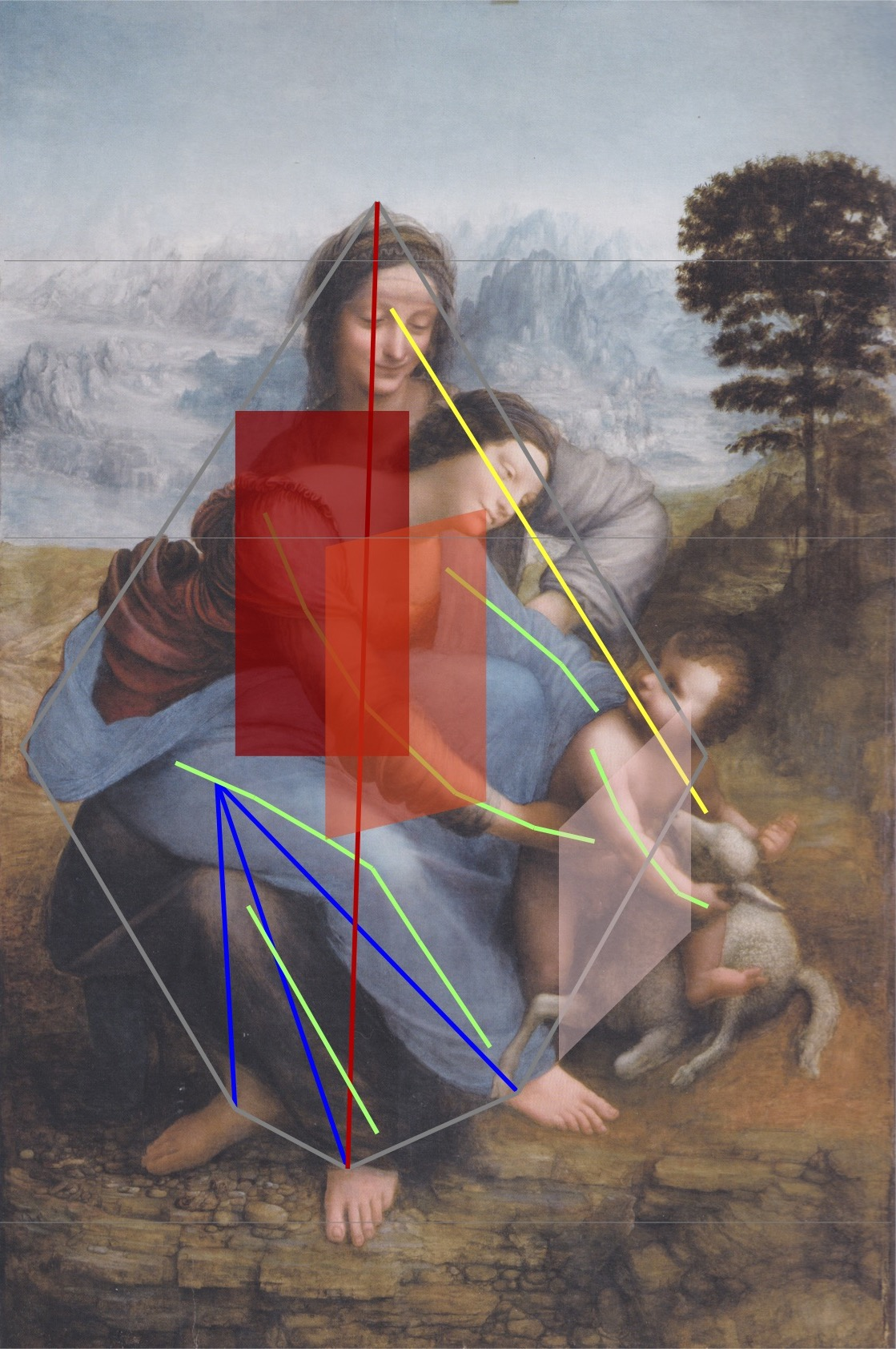
Composition du tableau Sainte Anne, la Vierge et l'Enfant Jésus jouant avec un agneau soulignant la forme dans laquelle les personnages s'inscrivent (en gris), les lignes directrices (en jaune et vert) et les plans d'orientation des bustes des personnages (parallélogrammes rouges).

Parmi les éléments visuels d'une composition picturale, on distingue :
- la forme (rectangle, carré, cercle) du cadre et ses proportions ;
- les plans (premier plan, plan moyen et arrière-plan, ou premier plan, second plan, troisième plan…)
- les lignes directrices, sur lesquelles se répartissent les personnages ou les objets, sont chargées de diriger le regard de l'observateur : lignes réelles[24] ou virtuelles[25] ; lignes droites ou courbes[26] ;
- la direction de ces lignes directrices : les itinéraires visuels qui prennent des chemins verticaux (ascendant ou descendant), horizontaux ou diagonaux ;
- l'ordre (composition symétrique ou asymétrique, pyramidale ou en triangle, linéaire, diagonale) en fonction des lignes directrices des principaux objets ou personnages de l'image ;
- la forme : un espace géométrique ou organique ;
- la couleur et le ton : avec leurs diverses valeurs et intensités, lumières et ombres ;
- les dimensions et proportions des formes les unes avec les autres ;
- la perspective : l'expression de la profondeur.

## Méthode de composition picturale
L'artiste détermine ce que sera le centre d'intérêt de son ouvrage, et il dispose les éléments, généralement pour capter l'attention du spectateur, lui fournir une première sensation globale, puis guider son regard vers ce centre d'intérêt, « telle est la seule loi rigoureusement obligatoire de la composition pittoresque ». La composition utilise aussi bien des formes purement graphiques que des accessoires choisis pour leurs associations symboliques pour proposer au spectateur un cheminement entre divers éléments constitutifs de l'œuvre.
Plusieurs éléments sont à prendre en considération pour composer l'image :
- la forme et les proportions ;
- l'équilibre entre les différents éléments ;
- l'harmonie, ou l'uniformité des éléments ;
- l'orientation des éléments ;
- la taille de l'image par rapport au champ visuel ;
- le chemin ou la direction suivis par l'œil ;
- l'espace négatif ;
- la couleur ;
- les contrastes, c'est-à-dire la valeur ou le degré de luminosité et d'obscurité, utilisé dans l'image ;
- la géométrie : organisation des éléments selon des figures géométriques : cercle, triangle, etc. ;
- le rythme, c'est-à-dire l'alternance d'éléments d'excitation et d'éléments de relâchement ;
- l'illumination ou l'éclairage ;
- la répétition ;
- la perspective.

L'expérience et l'habitude permettent à de nombreux ouvrages de formaliser des conseils, qui reflètent à divers degrés les lois de la perception visuelle, les attentes d'un spectateur contemporain face à une image, et les programmes de l'enseignement académique.

#### Monographies
- (en) Rudolf Arnheim, The Power of the Center : A Study of Composition in the Visual Arts, University of California Press, 1983 (lire en ligne)
- Michael Baxandall (trad. Maurice Brock, préf. Patrick Boucheron), Giotto et les humanistes : la découverte de la composition en peinture, 1340-1450 [« Giotto and the orators : humanist observers of painting in Italy and the discovery of pictorial composition, 1350-1450 »], Paris, Seuil, 2013
- Duc, L'art de la composition et du cadrage : peinture, photographie, bande dessinée, publicité, Paris, Fleurus idées, 1992, 191 p.
- Hajo Düchting (trad. Annette Stomberg), La composition, Dessain et Tolra, 1991
- Sarah Kent (trad. Pascal Bonafoux), Le regard du peintre : la composition picturale [« Eyewitness art guide "composition" »], Paris, Gallimard, 1995
- André Lhote, Traités du paysage et de la figure, Paris, Grasset, 1986 (regroupe le Traité du paysage (1939) et le Traité de la figure (1950). Les deux traités ont un chapitre « Composition »).
- Jean-Joseph-Bonaventure Laurens, Théorie du beau pittoresque démontrée dans ses applications à la composition, au clair obscur, à la couleur et à l'interprétation de la nature par l'art : Essai d'un exposé des principes fondamentaux de la peinture, Montpellier, Sevalle, 1849 (lire en ligne)
- David Präkel (trad. Véronique Valentin), Composition visuelle, Paris, Pyramyd, coll. « Les essentiels photographie créative », 2014
- Heinrich Wölfflin, Principes fondamentaux de l'histoire de l'art [« Kunstgeschichtliche Grundbegriffe »], Gérard Monfort, 1992 (1re éd. 1915) (réed. 2002)
- Heinrich Wölfflin, Réflexions sur l'histoire de l'art, Flammarion, coll. « Champs Art », 2008.
- Anne Souriau (dir.), Vocabulaire d'esthétique : par Étienne Souriau (1892-1979), Paris, 3, coll. « Quadrige », 2010 (1re éd. 1990), 1493 p. (ISBN 978-2-13-057369-2), p. 469-470

#### Articles et chapitres
- Ségolène Bergeon-Langle et Pierre Curie, « Composition. Image », dans Peinture et dessin, Vocabulaire typologique et technique, Paris, Editions du patrimoine, 2009 (ISBN 978-2-7577-0065-5), p. 86
- Frédéric Chappey, « L'esquisse à l'école des Beaux-Arts : la création des concours de composition en 1816 », Revue de l'Art, no 104,‎ 1994, p. 9-14 (lire en ligne)
- Brenda Hoddinott, « 10. Un dessin, ça s'anticipe », dans Le dessin pour les nuls, First Editions, 2006, p. 145-164
- Raphaël Rosenberg, « Le schéma de composition, outil et symptôme de la perception du tableau », dans Roland Recht et al., Histoire de l'art en France au XIXe siècle, Paris, 2008 (lire en ligne), p. 419-431